# بيركهولدرية مستقرة
بيركهولدرية مستقرة (الاسم العلمي: Burkholderia stabilis) هي نوع من البكتيريا، سلبية الغرام، تتبع جنس البيركهولدرية.